# Candiba
Candiba é um município brasileiro do estado da Bahia.

## História
No início do século XIX, escravos fugidos de fazendas da região do vale do Rio das Rãs se estabeleceram na região, fundando um quilombo denominado Mucambo, onde hoje é a cidade de Candiba.
Em 1834, chegou a Mucambo o padre português Francisco Moreira dos Santos, o qual exerceu o sacerdócio ali até sua morte, em 1890. Nesse período, além de evangelizar os quilombolas, o padre ergueu uma capela em louvor a Nossa Senhora das Dores.
Com o passar do tempo, foram se fixando na região do Mucambo outras pessoas, oriundas de municípios circunvizinhos, como Caetité, Caculé e Palmas de Monte Alto.
Em 1920, o povoado de Mucambo foi elevado à categoria de distrito, subordinado ao município de Guanambi. Mais de vinte anos depois, o Decreto-lei estadual nº 141, de 31 de dezembro de 1943, ratificado pelo decreto estadual nº 12978, de 1° de junho de 1944, o distrito de Mucambo passou a se denominar Candiba, topônimo oriundo do quimbundo que significa “lebre”.
A Lei Estadual n° 1756, de 27 de julho de 1962, desmembrou de Guanambi o distrito de Candiba e o elevou à categoria de município, sendo o mesmo instalado em 7 de abril do ano seguinte.
A Lei estadual nº 4026, de 13 de maio de 1982, elevou o povoado de Pilões, pertencente a Candiba, à categoria de distrito do mesmo município.

## Geografia

### Território
O município tem uma área territorial de 433,642 km².

### Clima
O clima do município é de subúmido a seco (semiárido), com temperatura média anual de C°23,8. A temperatura diária pode variar de 18°C à 31°C.

### Bioma
O bioma no município é a caatinga.

## Demografia

### População
Segundo o Censo 2022 do Instituto Brasileiro de Geografia e Estatística (IBGE), a população do município de Candiba foi de 13 016 mil habitantes e a densidade demográfica de 30,02 habitantes por quilômetros quadrados. Já de acordo com a estimativa de 2024 do instituto, a população foi de 13 425 habitantes.
Em 1970, Candiba registrou uma população de 11 442 habitantes, conforme o Instituto Brasileiro de Geografia e Estatística.

## Economia
A economia do município se baseia principalmente na agricultura, pecuária e comércio. Na agricultura, há um grande destaque no cultivo de produtos como cana-de-açúcar, feijão, mandioca, milho e café. A pecuária também desempenha um papel importante na economia local, com a criação de bovinos, ovinos e aves. Além disso, a cidade apresenta pequenas indústrias e estabelecimentos comerciais que atendem às necessidades da população local. Possui percentual das receitas oriundas de fontes externas de 95,2%.

## Infraestrutura
O município apresentava 1,2% de domicílios com esgotamento adequado no ano de 2010.

### Saúde
Possui 6 estabelecimentos de saúde, 1 centro comunitário e serviços básicos para atender à população, 4 estabelecimentos municipais de educação infantil na área urbana e 6 na área rural.

### Educação
A taxa de escolarização de crianças entre 6 à 14 anos de idade no ano de 2010 é de 98%. No ano de 2021 o ensino fundamental obteve o total de 1.761 matrículas, enquanto no ensino médio houve um total de 418 matrículas. O município possui um total de 129 docentes, sendo 98 professores do ensino médio e 31 do ensino fundamental.

## Cultura
O município tem forte influência da cultura nordestina brasileira (música regional, culinária típica, festas populares) os moradores locais valorizam as suas raízes culturais e mantêm as tradições através de festivais, como o São João, que é uma tradição da região Nordeste do Brasil.

## Turismo
Conhecida por abrigar uma abundante diversidade natural, com áreas de preservação ambiental. A região é cercada por montanhas e vales, proporcionando belas paisagens e cachoeiras para a realização de trilhas ecológicas, além de áreas propícias para atividades ao ar livre.